# Libingan ng mga Bayani

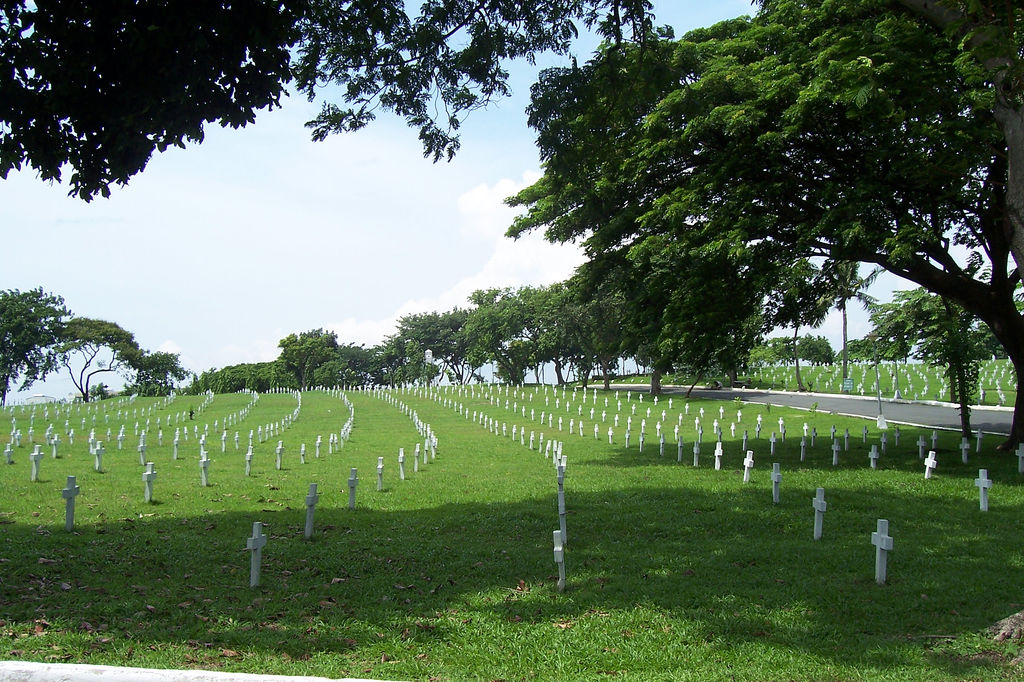
Libingan ng Mga Bayani.

Het Libingan ng mga Bayani (Nederlands: begraafplaats voor helden) is een begraafplaats in de Filipijnen. Op de begraafplaats op het terrein van Fort Bonifacio (voorheen Fort McKinley) in Taguig City worden de militairen, helden en martelaren van de Filipijnen begraven. De president van de Filipijnen is de enige die toestemming mag geven voor het begraven van een overledene op deze begraafplaats.
Veel van de militairen die sneuvelden tijdens de Tweede Wereldoorlog in de Filipijnen liggen hier begraven. Het is ook de locatie van het nationale monument voor de onbekende soldaat. De begraafplaats is de laatste rustplaats van vele bekende Filipino’s, waaronder de voormalig presidenten Carlos Garcia en Diosdado Macapagal.